# 5-я понтонно-мостовая бригада
5-я понтонно-мостовая бригада — соединение инженерных войск Красной Армии во время Великой Отечественной войны. Номер полевой почты — 10014.

## Боевой путь

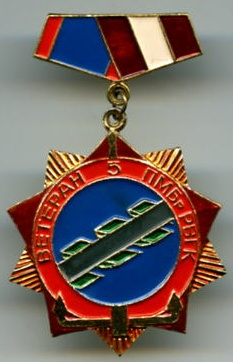
Значок ветерана 5-й понтонно-мостовой бригады РВГК

Бригада сформирована 26 февраля 1943 года на Юго-Западном фронте в составе: управление бригады, рота управления, четыре (100-й, 102-й, 123-й и 130-й) моторизированных понтонно-мостовых батальона и 2-й отряд подводных работ.
Боевое крещение бригада получила в Изюм-Барвенковской наступательной операции. В составе Юго-Западного фронта участвовала в Донбасской и Запорожской наступательных операциях. В дальнейшем бригада воевала на 3-м Украинском фронте. Осенью 1943 года бригада отличилась в боях по освобождению города Днепропетровска, за что ей 25 октября 1943 года Приказом ВГК было присвоено наименование Днепропетровская. В дальнейшем бригада участвовала в Никопольско-Криворожской, Березнеговато-Снигирёвской, Одесской, Ясско-Кишинёвской, Белградской, Будапештской наступательных, Балатонской оборонительной и Венской наступательной операциях. 7 сентября 1944 года бригада была награждена орденом Кутузова 2-й степени, 6 января 1945 года — орденом Красного Знамени.
С февраля по июнь 1943 года бригадой командовал подполковник В. М. Петров, с июня 1943 года до конца войны — полковник Б. Д. Номинас
В мае 1946 года 5-я понтонно-мостовая бригада была переформирована в 31-й понтонно-мостовой полк, который через два года был расформирован.
За годы войны 5629 воинов бригады были награждены орденами и медалями СССР. Четверо стали Героями Советского Союза:
- Ветошников, Георгий Александрович — командир мостового взвода 100-го моторизированного понтонно-мостового батальона.
- Зачиняев, Пётр Спиридонович — командир взвода 100-го моторизированного понтонно-мостового батальона.[3]
- Клочков, Яков Тимофеевич — командир 100-го отдельного моторизированного понтонно-мостового батальона.[3]
- Номинас, Борис Диомидович — командир бригады.

### Полное почётное наименование
В конце войны полное почётное наименование бригады звучало как: 5-я понтонно-мостовая Днепропетровская Краснознамённая ордена Кутузова бригада. Входившие в состав бригады батальоны имели следующие почётные наименования:
- 35-й моторизованный понтонно-мостовой Таманский орденов Кутузова и Александра Невского батальон;
- 100-й моторизованный понтонно-мостовой Краснознамённый батальон;
- 123-й моторизованный понтонно-мостовой орденов Александра Невского и Красной Звезды батальон;
- 130-й моторизованный понтонно-мостовой Будапештский батальон.